# Virgil Abloh
Virgil Abloh, né le 30 septembre 1980 à Rockford (Illinois) et mort le 28 novembre 2021 à Chicago (Illinois), est un créateur américain pluridisciplinaire aux intérêts multiples.
Architecte de formation, il est styliste, directeur artistique pour homme chez Louis Vuitton, fondateur de la marque Off-White basée à Milan, ayant l'habitude de mélanger luxe et streetwear. Il est également designer, disc jockey et durant un temps bras droit du rappeur américain Kanye West.

## Biographie
Les parents de Virgil Abloh sont originaires du Ghana. Il naît le 30 septembre 1980 et grandit à Rockford dans l'Illinois. Durant son adolescence il fait un peu le DJ, expérience qu'il réitérera plus tard. Il obtient sa Maîtrise d'architecture à l'Institut de technologie de l'Illinois et son Bachelor of Science à l'université du Wisconsin à Madison.

### Carrière
Virgil Abloh lance un concept store en 2009 à Chicago, « RSVP Gallery », mélange de boutique et de galerie exposant du design, de l'art et de la mode. Alors que Kanye West recherche un directeur créatif, il fait appel à Virgil Abloh pour superviser la scénographie de ses concerts ou sa collection de vêtements. En 2011, Virgil Abloh est d'ailleurs le directeur artistique de l'album Watch the Throne, de Jay-Z et Kanye West, pour lequel il est nommé pour le Grammy Award de la meilleure pochette d'album. Virgil Abloh fonde le label streetwear Pyrex Vision à Chicago en décembre 2012, avant de l'arrêter après seulement une année. Il travaille également avec d'autres DJ pour produire des pièces pour la marque de streetwear Been Trill. En parallèle, il mène sa propre carrière de DJ. En 2013 il lance sa marque de mode basée à Milan, Off-White, une extension de son premier projet Pyrex Vision, qui propose des collections de vêtements pour hommes et femmes,, inspirée de la rue et de la contre-culture. La holding New Guards Group avec ses trois investisseurs italiens le soutient financièrement,. Le lancement de sa marque est le sujet d'une controverse puisqu'il a été accusé de plagiat : pour ses premiers modèles, le créateur rachète un stock de chemises rugby de Ralph Lauren et des sweat-shirts de la marque Champion et les customise avec des logos de sa marque,, ce qui a suscité de vives réactions. Pourtant, ces années-là, ses créations sont vues, portées par ses amis du rap et du RnB comme ASAP Rocky, Rihanna ou Jay-Z. L'année suivant la création de sa marque, il cesse ses collaborations avec Kanye West.
Après l'avoir suivi plus d'une décennie, Michael Burke, nomme alors le créateur américain à la tête de la ligne pour homme de Louis Vuitton en 2018. La présence d'une personnalité noire chez LVMH reste significative ; « c'est une victoire politique » souligne Loïc Prigent. Virgil Abloh est, d'après les analystes, surtout là pour éviter « l'embourgeoisement » de la marque et « casser les codes » afin de capter une clientèle plus jeune de milléniaux. Il présente sa première collection le 21 juin dans le jardin du Palais-Royal. Cette même année, il s'associe avec Takashi Murakami pour concevoir une collection exposée à la galerie Gagosian de Californie. Ses diverses activités font qu'il est parfois surnommé par la presse « empereur du cool ». En quelques mois, les résultats de Louis Vuitton atteignent une « performance exceptionnelle » souligne Bernard Arnault, avec le duo Virgil Abloh pour l'homme et Nicolas Ghesquière pour la femme.
Toujours durant cette année, il fait l'objet d'une rétrospective au musée d'Art contemporain de Chicago regroupant plusieurs de ses créations dans des domaines aussi divers que la mode, la musique, le design ou encore l'art. Intitulée « Figures of Speech », l'exposition englobe aussi un magasin éphémère exclusif de son label Off-White. Par la suite, l'exposition est déplacée au High Museum of Art, à Atlanta. En mars 2019 est diagnostiqué son cancer. Restant dans la démarcation par rapport à ses semblables, il ouvre en juin 2019 une librairie dans le 1er arrondissement de Paris distribuant gratuitement des magazines et des livres rédigés par des collaborateurs ou des « amis » de la marque Louis Vuitton. Cette année là, il est parmi les personnalités les plus influentes du monde selon Time et sa marque Off-White est reconnue comme « la plus populaire du monde » devant Gucci ou Balenciaga. Avec cinq millions d'abonnés sur le réseau social Instagram fin 2019, il reste un influenceur important. Mais en septembre 2019, il frôle le syndrome d'épuisement professionnel, voyage moins, travaille chez lui à Chicago et s'accorde une pause de trois mois. Jusque là, pour Off-White et Louis Vuitton, il supervise douze collections annuellement.
Au tout début de l'année suivante, continuant à « brouiller les frontières », il expose « Efflorescence » à la galerie kreo, une vingtaine de créations en béton pour la maison, ainsi que des miroirs perforés, rappelant sa formation d'architecte,. Didier Krzentowski, fondateur de la galerie, précise : « c'est comme si la rue entrait dans les maisons ». La galerie kreo a en commun d'être le galeriste de Virgil Abloh et du duo des frères Bouroullec : ils réalisent tout trois la collection prêt-à-porter printemps-été 2020 de Off-White.

### Mort et hommages
Sa dernière apparition publique est au Qatar début novembre 2021 où a lieu une rétrospective en son nom. Le 26, il souffre d'une pneumonie. Virgil Abloh meurt deux jours plus tard des suites d'un cancer, un angiosarcome cardiaque, qu'il combattait secrètement depuis 2019.
C'est le groupe LVMH qui annonce la mort de ce dernier sur les réseaux sociaux,,,. « Nous sommes sous le choc de cette terrible nouvelle. Virgil n'était pas seulement un designer de génie, un visionnaire, il était aussi une belle âme et un homme d'une grande sagesse. Toute la famille LVMH s'associe à moi pour dire sa profonde tristesse. Tous, nous pensons à ceux qui l'aimaient, qui ont perdu aujourd'hui un mari, un père, un frère, un ami » annonce Bernard Arnault, le président-directeur général du groupe LVMH.
Le 30 novembre, Louis Vuitton organise un défilé hommage intitulé « Virgil was here » à Miami. Ce message sera affiché pendant la saison de Noël sur les vitrines des magasins Louis Vuitton du monde entier à la place des traditionnelles décorations.
Virgil Abloh est inhumé le lundi 6 décembre après une cérémonie au Musée d'Art contemporain de Chicago. De nombreuses personnalités du monde de la mode (Kim Kardashian, Kylie Jenner) et de la musique (Rihanna, Kanye West, Drake) sont présentes.

## Inspirations

### Mode
Les créations de Virgil Abloh mélangent plusieurs styles : ses lignes de vêtements sont luxueuses et défilent lors des Fashion Week mais elles sont également inspirées de la photographie de mode de rue. Les années 1990 sont source d'inspiration pour Virgil Abloh, des graffitis au skateboard, en passant par la musique de ces années-là, ses créations sont appréciées des célébrités et lui ont valu une nomination pour le Prix LVMH, qui récompense les Jeunes Créateurs de Mode. Globalement, les critiques retiennent que, sorte d'« intermédiaire », il amène la culture urbaine au niveau du luxe.
En mars 2017, il commence une collaboration avec l'artiste conceptuelle Jenny Holzer, aboutissant à une exposition au palais Pitti, à Florence. « C'est la plus importante exposition de ma carrière ! » déclare Virgil Abloh pendant la présentation au public en juin 2017.
Pour le défilé de la Semaine de la mode de Paris de 2017 (26 septembre – 3 octobre), de nombreux critiques ont salué ses créations, qui mettaient à l'honneur le style de Lady Diana. Afin de célébrer le vingtième anniversaire de la mort de la princesse, quelques stylistes décident de lui rendre hommage lors de cette « semaine de la mode » et les lignes créées par Virgil Abloh sont saluées. Il est inspiré par la façon dont Diana Spencer jouait avec son image. « C'était une femme forte qui, malgré son statut, possédait un style bien à elle qui se révélait dans ses vêtements » ainsi que le fait que son style allait à l'encontre de celui qu'elle devait porter selon les critères de la famille royale britannique. L'audace de Lady Diana et l'influence des années 1980-1990 sont ainsi de véritables inspirations pour cette ligne de vêtements présentée à Paris.

## Collaborations
Le créateur multiplie les collaborations avec des marques tierces telles Rimowa avec une valise entièrement transparente, Évian, Nike, Vitra, Ikea, Moncler ou Converse,.

### Baccarat
Virgil Abloh dessine une collection de luminaires pour Baccarat, destinée à être exposée à l'Art Basel Miami Beach en décembre 2019.

### Vitra
Virgil Abloh conçoit une collection pour le fabricant suisse de mobilier Vitra. Celle-ci est exposée durant l'été 2019 à Bâle au Campus Vitra.

### Ikea
Virgil Abloh a signé une collaboration avec l'enseigne suédoise Ikea en 2019. Cette collection capsule (chaise, étagère, tapis), destinée aux jeunes de la génération Y, est conçue pour les petits espaces et est nommée Markerad. Celle-ci rencontre un tel succès que des bagarres éclatent à l'entrée des magasins de la marque suédoise et tout est vendu en un jour.

### Nike
La collection capsule Off-White x Nike The Ten célèbre les modèles iconiques de la marque, que le créateur a revisité. La collection se divise en deux thèmes : « REVEALING » où les modèles retravaillés sont les Air Jordan 1, Nike Air Max 90, Nike Air Presto, Nike Air VaporMax et Nike Blazer Mid, et « GHOSTING » où cette fois la touche apportée par le créateur est portée sur les modèles de baskets Converse Chuck Taylor, Nike Zoom Fly SP, Nike Air Force One Low, Nike React Hyperdunk 2017 ainsi que Nike Air Max 97. Virgil Abloh a déclaré vouloir « souligner la perfection de la fabrication et du système de création de Nike » à travers cette collaboration.
Il a également conçu une paire de Off White x Nike Mercurial Vapor pour Kylian Mbappé à l'occasion de la finale de la Coupe de la Ligue 2018.

### Évian
Le 5 décembre 2018, Évian désigne Virgil Abloh comme conseiller créatif de la marque, il présente deux designs de bouteilles qui sont disponibles depuis mars 2019 et produites par Soma (en).

### Vlone
Virgil Abloh réalise une collaboration avec la marque d’Asap Bari, Vlone ; ils créent un pantalon et 3 hauts dont un en collaboration avec la boutique colette paris, les pièces de la collaboration seront commercialisés à Miami lors de l’Art Basel Miami Beach de 2016, lors d’un magasin éphémère Vlone à Los Angeles, et dans la boutique parisienne colette le 23 juin 2016.

### Levi’s
La collection capsule réalisée avec la ligne Levi's Made & Crafted est composée de onze pièces phares, iconiques de la marque, allant du 501, à la veste en jean intemporelle.

### Guns N'Roses
Le créateur de mode a également participé à une collaboration avec le groupe de hard-rock Guns N'Roses pour fêter les 30 ans de leur premier album, Appetite for Destruction. La collection, Guns N’Roses was here (« Guns N’Roses était là »), est menée par Virgil Abloh ainsi que de nombreux autres labels, tels que Palm Angels ou encore Kelly Cole.

### Le Louvre
En décembre 2019, Virgil Abloh créé une collection éphémère de sweat-shirts et tee-shirts, vendus plusieurs centaines d'euros, dans le cadre de l'exposition Léonard de Vinci au musée du Louvre.

## Polémique
Virgil Abloh est accusé de plagier des artistes plasticiens ou d'autres créateurs de mode. Depuis 2014, le compte Instagram Diet Prada spécialisé dans la « vérification des faits » et comptant plus d'un million d'abonnés, créé par Tony Liu et Lindsey Schuyler, dénonce ses plagiats.
En 2016, Virgil Abloh est accusé d'avoir copié une œuvre du designer graphique italien AG Fronzoni intitulée Fontana Galleria la Polena Genova 1-28 Ottobre 1966, pour réaliser un tee-shirt présenté dans sa collection automne-hiver 2016 de vêtements pour homme. En 2018, il est accusé de plagier l'œuvre Painting / Sculpture (1967) du collectif d'art conceptuel Art and Language,, pour sa collection Markerad réalisée pour Ikea en 2019 et pour sa marque Off-White.